# Preddy Manojlov
Preddy Manojlov (* 1968 in Dimitrovgrad, Jugoslawien) ist DJ und Label-Chef. 

## Leben
Manojlov wuchs in Höxter, Ostwestfalen, auf. Später zog er zuerst nach Solingen, dann nach Wuppertal und Hamburg. Den erlernten Beruf als Gürtler übte Manojlov nicht aus. Seither ist er DJ, Musikjournalist und Radio-DJ beim privaten Wiener Sender Superfly und hat gemeinsam mit dem Wiener DJ und Produzenten Smoabmit eine eigene Rare-&-Well-Done-Show. Die zeitweise drei Plattenlabel Personal Records, Rare.Sons und OneNineOne fungieren nur noch unter „personal rec“. 

## Releases

### Personal Records (All Vinyl)
- 2001: Michael H. - L.I.S.I. EP (PRED000)
- 1998: Continental - Mombasa/Bilbao (PRED001)
- 1999: SMOAB - Waiting for Changes (PRED002)
- 1999: Tondach Edelmatte - I´m Yours (PRED003)
- 2000: SMOAB - Red EP (PRED004)
- 2001: SMOAB - Still Waiting EP (PRED005)
- 2003: Pepita Project - Pepita Theme (Promo only) (PRED006)
- 2007: DJ BUZZ - In Between Blue & Black (PRED007)
- 2008: DJ BUZZ - Angels & Demons (PRED008)
- 2009: DJ BUZZ - From Wallstreet to Dockside (PRED009)
- 2009: DJ Buzz - Wanted 3 × 7" plus T-shirt...Box (PRED010)
- 2009: DJ Buzz - Cosmic War Of The Planets LP & DVD (PRED011)
- 2009: DJ Buzz - Stardust feat. Frank Nitty & Dorian Concept (PRED012)
- 2010: JR & PH7 - New High | PRED013
- 2011: 1000 Names - 50 elephants | PRED014
- 2011: Eddy Ramich - Booba Ma Rah (with JSBL RMX) 10" | PRED015
- 2011: MC Eiht & Brenk - Where U Going 2? Picture 7" | PRED016
- 2012: Borka - Stringy Thingy + Josip Klobucar Rmx | PRED017
- 2013: DJ Buzz & Preddy - Drunken Edits Vol.1 | D10" PRED018
- 2013: Solaris - You Don't Know 7" | PRED019
- 2014: DJ Buzz presents This, That & The 3rd - Summer in Vienna 3-LP | PRED020

### OneNineOne
- 2001: André Theis (ono01)
- 2002: André Theis (ono02)

### Rare.Sons
- 2000: Dieter Reith - Love & Fantasy EP (son01)

### Mix-Tapes
- Preddy & Jorge - Classic Material Vol.1 (Wu-Tal Tapes)
- Preddy & Jorge - Classic Material Vol.2 (Wu-Tal Tapes)
- Preddy & Jorge - Classic Material Vol.3 (Wu-Tal Tapes)
- Preddy & Jorge - The Message presents Cut: Finest Compilation Vol.1 (Promo-CD)
- Preddy - It's Spring Again Mix-CD (HOKOHOKO)
- Preddy & Jakub present Ästhetiker Wängl Tängl 2008 (Carhartt Promo)
- Preddy presents Personal and Friends around the Holy Tree Winter 2009 (personal rec. dark black)